# Park-e Saee
Park-e Saee är en park i Iran.   Den ligger i provinsen Teheran, i den norra delen av landet, i huvudstaden Teheran. Park-e Saee ligger 1 329 meter över havet.
Terrängen runt Park-e Saee är kuperad norrut, men söderut är den platt. Terrängen runt Park-e Saee sluttar söderut.Runt Park-e Saee är det mycket tätbefolkat, med 10 000 invånare per kvadratkilometer. Närmaste större samhälle är Teheran, 4,6 km söder om Park-e Saee. Runt Park-e Saee är det i huvudsak tätbebyggt.